# Joel LeBaron
Joel Franklin LeBaron (9 de junio de 1923 - 20 de agosto de 1972) era un líder fundamentalista mormón en el norte de México. Fue asesinado por uno o varios miembros de una iglesia rival que fueron liderados por su hermano Ervil LeBaron.

## Primeros años
LeBaron nació en La Verkin, Utah, el octavo de 13 niños nacidos de Alma Dayer LeBaron, Sr. y Maude Lucinda McDonald. Cuando Joel nació, la familia LeBaron era miembro de La Iglesia de Jesucristo de los Santos de los Últimos Días. Joel fue bautizado en la Iglesia LDS en 1931 en Colonia Juárez, Chihuahua, México, donde los LeBaron se mudaron cuando Joel era un niño. 
A comienzos de 1936, la familia LeBaron se acercó a Joseph White Musser, un dirigente del recién creado movimiento fundamentalista mormón en México. En 1944, la familia fue excomulgada de la Iglesia LDS por enseñar y practicar la poligamia. Durante los próximos 11 años, la familia fueron miembros de la Hermandad Apostólica Unida, de Rulon C. Allred.

## Liderazgo de la iglesia
En 1955, Joel LeBaron y dos de sus hermanos crearon la Iglesia del Primogénito de la plenitud de los Tiempos en Salt Lake City, Utah con Joel como Presidente de la Iglesia. Al regresar al norte de México, sus padres y la mayoría de los miembros de la familia LeBaron se unieron a esta nueva iglesia. En 1967, se eliminó al hermano de Joel, Ervil LeBaron, del liderazgo en la iglesia cuando él empezó a predicar que era él, y no Joel, el líder apropiado de la iglesia.

## Asesinato
En 1972, Ervil LeBaron creó la rival iglesia del Cordero de Dios y empezó a enseñar a sus seguidores que de acuerdo con la doctrina de la expiación con sangre, Joel tenía que ser ejecutado por sus pecados. El 20 de agosto de 1972, en Ensenada, Baja California, México, uno de los seguidores de Ervil, Daniel Jordan, quién estuvo casado con una de sus sobrinas, disparó a Joel LeBaron en la cabeza mientras el hijo menor de Joel dormía en un coche en el vado. Ervil fue juzgado y condenado en México por el asesinato de Joel, pero la condena fue anulada. Ervil LeBaron fue finalmente condenado en Utah por ordenar el asesinato del líder rival fundamentalista mormón Rulon C. Allred. Joel LeBaron fue sucedido como presidente de la iglesia por su hermano Verlan LeBaron.